# Буспирон
Буспирон (англ. Buspirone, лат. Buspironum) — синтетический препарат, по химическому составу являющийся производным азапиронов и относящийся к группе транквилизаторов (анксиолитиков). Применяется перорально.
Буспирон впервые синтезирован в 1968 году в исследовательской лаборатории «Mead Johnson» для компании Bristol-Myers Squibb. Изначально буспирон создавался как новый антипсихотический препарат, однако в дальнейших исследованиях установлена его малая эффективность при психозах. Зато буспирон оказался эффективным при лечении генерализованного тревожного расстройства.
В 1986 году препарат был одобрен FDA и стал первым небензодиазепиновым препаратом для лечения генерализованного тревожного расстройства.

## Фармакологические свойства
Буспирон — лекарственное средство, относящееся к группе транквилизаторов. Механизм действия препарата заключается в стимулировании серотониновых рецепторов 5-HT1А, причём для пресинаптических рецепторов, которые ингибируют высвобождение серотонина, он является полным агонистом, что приводит к уменьшению выброса серотонина, и следствием этого является уменьшение симптомов тревоги.
При снижении высвобождения серотонина буспирон действует как частичный агонист постсинаптических серотониновых рецепторов, которые способствуют высвобождению серотонина в синапсах, следствием чего является повышение концентрации серотонина и уменьшения проявлений депрессии. Буспирон также ингибирует дофаминовые рецепторы D2.
Активный метаболит буспирона 1-(2-пиримидинил)-пиперазин также блокирует пресинаптические альфа-2-адренорецепторы, что тоже способствует антидепрессивной и анксиолитической активности препарата.
Значительно в меньшей степени буспирон взаимодействует с рецепторами 5-HT1C и 5-НТ2, однако значение этого взаимодействия препарата точно не изучено.
Буспирон не взаимодействует с бензодиазепиновыми рецепторами, опиоидными и ГАМК-рецепторами, не имеет холинолитических и глутаматергической свойств, не имеет седативного, противосудорожного и миорелаксирующего действия и не вызывает зависимости.
Препарат также не имеет негативного воздействия на когнитивную функцию и на половую функцию.
Буспирон применяется при различных тревожных расстройствах, в том числе при генерализованном тревожном расстройстве, при депрессиях различного происхождения, обсессивно-компульсивное расстройство, хроническом алкоголизме с эффективностью, равной или выше другим антидепрессантам или транквилизаторов, а также усиливает действие других антидепрессантов или транквилизаторов. Буспирон также улучшает аккомодацию желудка, то есть способность его проксимального отдела расслабляться после приема пищи под действием постоянно нарастающего давления на его стенки принятой пищи, в связи с чем он включён в список потенциально эффективных лекарственных препаратов для лечения функциональной диспепсии. Буспирон может применяться и для лечения панических атак, однако с более низкой эффективностью по сравнению с другими лекарственными средствами.

### Фармакокинетика
Буспирон хорошо и быстро всасывается после приема внутрь, биодоступность составляет лишь около 4 % в связи с эффектом первого прохождения через печень. Максимальная концентрация буспирона в крови достигается в течение 40—90 минут. Буспирон хорошо (на 95 %) связывается с белками плазмы крови. Препарат хорошо проникает через гематоэнцефалический барьер, через плацентарный барьер и выделяется в грудное молоко. Метаболизируется буспирон в печени с образованием нескольких активных метаболитов. Выводится препарат из организма преимущественно (29—63 %) с мочой в виде метаболитов, частично (18—38 %) с калом. Период полувыведения буспирона составляет 2—3 часа, а его основного метаболита 1-(2-пиримидинил)-пиперазин составляет в среднем 6,1 часа, и это время значительно увеличивается у лиц с печёночной или почечной недостаточностью.

## Показания к применению
Буспирон применяется при тревожных расстройствах для лечения или уменьшения симптомов тревоги..

## Побочные действия
Буспирон позиционируется как препарат, при применении которого наблюдается небольшое количество побочных эффектов, самыми частыми из которых являются головная боль, головокружение, сонливость; несколько реже наблюдаются нервозность, нарушение сна, бессонница, нарушение концентрации внимания, раздражительность, парестезии, тахикардия, нарушения зрения, спутанность сознания, нарушение координации движений, сухость во рту, гипергидроз, тремор, кожный зуд, тошнота, рвота.
Другими реже возникающими побочными действиями при применении препарата являются:
- аллергические реакции — кожная сыпь, крапивница, гиперемия кожи, экзема, алопеция, отек лица, акне, возникновение гематом, лихорадка;
- со стороны пищеварительной системы — диарея, боль в животе, изменение аппетита, кишечное кровотечение;
- со стороны нервной системы — судороги, нарушение чувствительности, заторможенность, паркинсонизм, синдром беспокойных ног, серотониновый синдром, потери сознания, клаустрофобия, психоз, шум в ушах;
- со стороны сердечно-сосудистой системы — артериальная гипертензия, ортостатическая гипотензия, сердечная недостаточность, брадикардия, приливы крови, нарушения мозгового кровообращения;
- со стороны дыхательной системы — боль и прижигание в горле, одышка, носовое кровотечение, учащение дыхания, прижигание языка;
- со стороны мочеполовой системы — частое мочеиспускание, дизурия, энурез;
- со стороны эндокринной системы — нарушение функции щитовидной железы, галакторея, гинекомастия;
- со стороны опорно-двигательного аппарата — боль в мышцах, боль в суставах, спазмы мышц, миастения;
- изменения в лабораторных анализах — лейкопения, тромбоцитопения, эозинофилия, повышение уровня активности аминотрансфераз.

## Противопоказания
Буспирон противопоказан при повышенной чувствительности к препарату, одновременном лечении ингибиторами МАО, эпилепсии, тяжёлой печёночной или почечной недостаточности, острой интоксикации алкоголем или другими психоактивными препаратами, при беременности и кормлении грудью, лицам в возрасте до 18 лет.

## Взаимодействия
Сочетание буспирона и антидепрессантов группы ИМАО недопустимо.

## Формы выпуска
Буспирон выпускается в виде таблеток по 0,005; 0,0075; 0,01; 0,015 и 0,03 г.